# Bacillus cereus
Bacillus cereus je všudypřítomná (ubikvitérní), fakultativně aerobní grampozitivní, beta-hemolytická bakterie z čeledi Bacillaceae.

## Otrava jídlem
Bacillus cereus je častý kontaminant potravin a může způsobovat otravu jídlem. Vyskytuje se zejména na rýži či v těstovinách. V případě, že se nakažené potraviny nedostatečně tepelně opracují (méně nebo rovno 100 °C), začnou spóry bakterií důsledkem tepelného šoku klíčit. Pokud se tyto potraviny nechají delší dobu při pokojové teplotě, může nastat vegetativní růst bakterií, a ten pak vede k produkci emetického toxinu, který je stabilní i při teplotách nad 100 °C.
Otrava se projevuje nevolností, zvracením a průjmy.

## Symbióza
B. cereus soupeří s dalšími mikroorganismy, jako Salmonella či Campylobacter, takže jejich přítomnost redukuje. Některé neškodné kmeny B. cereus jsou proto používány jako probiotika pro zvířata. Zlepšuje růst zvířat a bezpečnost masa při požití.